# مزرعة شهيد تشمران (قهاب رستاق)
مزرعة شهید تشمران (بالإنجليزية: Mazraeh-ye Shahid Chamran)‏ هي مستوطنة تقع في إيران في قسم قهاب رستاق الريفي.